# Nowolwowsk
Nowolwowsk (ros. Новольвовск) – osiedle w Rosji, w obwodzie tulskim, w rejonie kimowskim. W 2010 liczyło 1341 mieszkańców.